# 同安施氏大厝
同安施氏大厝，相传为将军施琅顺治康熙年间驻扎同安时的居所。据方志记载，施琅曾于霞露村东南建造施氏宗祠、两座起居大厝、武馆、书房、公所等建筑，立有两根十米高的旗杆。施琅内调后大厝成为三子施世骝及后人的驻地。施世骝后人施超元曾于同安大横街创立商号“施百盛”，所售卷烟风行一时。传至施庆云，大厝逐渐衰败，1953年由雇工承包。
现在保留下来的是左侧大厝，前后的月眉池、演武馆均已不存。占地786.5平方米，三进，两侧有厢房。硬山顶、红砖墙体，抬梁木构。大厅中有施琅坐像以及小坐像，以及后人所立“万世光辉”、“功高显赫”、“余泽长流”牌匾。